# Праздники Китайской Республики
Здесь приводится список праздников Тайваня.
| Дата                                       | Русское название         | Местное название | Ремарки                                                                                   |
| ------------------------------------------ | ------------------------ | ---------------- | ----------------------------------------------------------------------------------------- |
| 1 января                                   | День основания           | 開國紀念日       | Основание Китайской республики 1 января 1912 года                                         |
| 23 января                                  | Всемирный день свободы   | 世界自由日       | Возвращение на Тайвань военнопленных Корейской войны 23 января 1954 года                  |
| 28 февраля                                 | День памяти и мира       | 和平紀念日       | Инцидент 228 28 февраля 1947 года                                                         |
| 4—5 апреля                                 | Цинмин                   | 清明節           | Традиционный праздник, а также годовщина кончины президента Чан Кайши 5 апреля 1975 года. |
| 10 октября                                 | Праздник Двух Десяток    | 國慶日           | Учанское восстание 10 октября 1911 года                                                   |
| изменяется                                 | Новый год                | 春節             | Дата зависит от Китайского календаря                                                      |
| 5-й день пятого лунного месяца             | Праздник драконьих лодок | 端午節           | Дата зависит от Китайского календаря                                                      |
| 15-й день восьмого лунного месяца          | Праздник середины осени  | 中秋節           | Дата зависит от Китайского календаря                                                      |
| Последний день двенадцатого лунного месяца | Новый год                | 農曆除夕         | Дата зависит от Китайского календаря                                                      |